# Ptujska klet
Ptujska klet vinarstvo d.o.o. je slovensko podjetje, ki se ukvarja z vinarstvom. Sedež ima na Ptuju. Začelo je delovati 1. avgusta 2002.
Do 2. marca 2004 se je imenovalo »Vinarstvo Slovenske Gorice - Haloze«.
Na leto pridela milijon litrov vina. Največ pridela Haložana, druga so sortna vina Pullus. Prideluje tudi žgane pijače pod blagovno znamko Petovia. Grozdje prejema od približno 250 hektarjev vinogradov, iz Haloz in osrednjih Slovenskih goric, katero že vrsto let odkupuje od okrog 35 vinogradniških družin. Lastnih vinogradov ima 6 hektarjev.